# 響叮噹
〈響叮噹〉是2022年由英裔美籍記者兼紀錄片製作人路易斯·賽魯演唱、DJ雙人組Duke & Jones混音製作的歌曲，歌詞來自賽魯2000年在其節目《怪異周末》上所創作的饒舌。此曲在網上發布後在短影音平台TikTok廣為流傳，至今播放量已達數億次。

## 背景
路易斯·賽魯在2000年播出的《路易斯·賽魯的怪異周末》第三季最後一集〈Gangsta Rap〉中，邀請饒舌歌手協助他寫一段饒舌詞，並在紐奧良地方廣播電台Q93演出，音樂使用的是尼爾·戴門所創作和演唱的〈Red Red Wine〉。2022年2月19日，賽魯受邀到網路脫口秀節目《Chicken Shop Date》與YouTuber阿米莉亞·迪莫登伯格對談期間，再度詮釋了這段饒舌。
2022年3月16日，英國曼徹斯特DJ雙人組Duke & Jones利用賽魯採訪中的聲音為素材，經過auto-tune混音並加上節奏後發布至網路。這段混音不久後便在短影音應用TikTok上爆火並延燒至其他社交媒體平台，用戶多使用曲子中「My money don't jiggle jiggle, it folds...（我的錢不會響叮噹，它厚厚一疊）」部分做為影片配樂並隨之起舞。截至當年5月17日，混音版已達到5000萬以上觀看數，並被260萬部TikTok短片使用。舞蹈熱潮更令賽魯其它饒舌創作被發掘，BBC稱他為「嘻哈老大頭」。

## 發行
2022年4月12日，Duke & Jones發行了《Chicken Shop Date》饒舌的加長版。截至2022年12月26日，這首歌在YouTube上的觀看次數已達到1900萬次。
2022年5月12日，Duke & Jones在Instagram發布賽魯在錄音室演唱「Jiggle Jiggle」的影片，暗示兩方的正式合作。〈響叮噹〉在次日5月13日發行。
2022年7月15日，美國歌手A咖傑森和阿米莉亞·迪莫登伯格（Amelia Dimz）聯手推出兩人合唱的混音版本。

## 翻唱
2022年8月12日，英國搖滾樂隊酷玩樂團主唱克里斯·馬汀在倫敦温布利球场舉行的星際漫遊巡迴演唱會上演奏了這首歌的鋼琴民謠版本。

## 排行榜
| 榜單（2022年）            | 最高排名 |
| ------------------------- | -------- |
| 紐西蘭 (RMNZ Hot Singles) | 29       |